# Legenda curcanului zburător
Legenda curcanului zburător, cunoscut anterior sub titlul Curcanii nu zboară, (în engleză Turkey Girl) este un film românesc de scurt metraj din 2005 regizat de Cristian Mungiu și inclus în filmul-omnibus multinațional Lost and Found („Obiecte pierdute”, 2005), prezentat în premieră la 11 februarie 2005 la Festivalul Internațional de Film de la Berlin. Rolurile principale au fost interpretate de actorii Ana Ularu, Marian Adochiței și Valentin Popescu.

## Distribuție
Distribuția filmului este alcătuită din:
- Ana Ularu — Tatiana, o țărancă tânără cu o mamă bolnavă
- Marian Adochiței — Mircea Comăneci, prietenul Tatianei, militar în termen la UM5590205 din București
- Valentin Popescu — tatăl Tatianei, un țăran dintr-o zonă de munte
- Luminița Gheorghiu — asistenta medicală de la spitalul din București
- Julieta Strâmbeanu — telefonista de la postul PTTR din comună
- Ion Bechet — șoferul care o duce pe Tatiana la gară
- Dan Burghelea — soldatul care-l anunță pe Mircea că are o vizită
- Valeriu Andriuță — medicul chirurg care urmează să o opereze pe mama Tatianei
- Floarea Popescu — mama Tatianei, care se află internată într-un spital din București
- Relu Bălașu — paznicul de noapte de la spital
- Alexandru Papadopol — santinela de la UM5590205